# UCIトラックワールドカップ2008-2009
UCIトラックワールドカップ2008-2009（UCI Track Cycling World Cup Classics 2008-2009）は自転車競技・トラックレースの国際大会。2008年11月から2009年2月まで全5戦行われる。各種目の総合優勝者は、2009年3月にポーランド、プルシャコヴで開催される世界選手権への優先出場権を獲得する。

## 日程と各大会結果

### 男子
| 種目                                    | 優勝                                                                                                 | 2位 | 3位 | 日本人選手成績                                                         |
| マンチェスター…2008年10月31日 - 11月2日 | マンチェスター…2008年10月31日 - 11月2日                                                              | マンチェスター…2008年10月31日 - 11月2日                                                                                                  | マンチェスター…2008年10月31日 - 11月2日                                                                                                | マンチェスター…2008年10月31日 - 11月2日                                |
| --------------------------------------- | --- | --- | --- | ---------------------------------------------------------------------- |
| ケイリン                                | フランソワ・ペルヴィス                                                                               | (SKY) ジェイソン・ケニー | テーン・ムルダー | 予落 渡邉一成                                                          |
| スプリント                              | (SKY) ジェイソン・ケニー                                                                             | シェーン・パーキンス | マシュー・クランプトン | 9位 渡邉一成                                                           |
| チームスプリント                        | チームスカイ+Hd (SKY) ジェミー・スタッフ ジェイソン・ケニー ロス・エドガー                           | ポーランド ウカシャ・クヴィアトコヴスキー カミル・クチィンスキー マツィエイ・ビエレツゥキ                                                | ドイツ セバスティアン・ドエーラー レネ・エンダース マティアス・ステュムフ                                                              | 5位 成田和也 新田祐大 渡邉一成                                         |
| 個人追い抜き                            | エド・クランシー                                                                                     | ヴィタリー・シュチェドフ | (LOK) ヴァレリ・カイコフ |                                                                        |
| 団体追い抜き                            | イギリス スティーヴン・バーク エド・クランシー ジェライント・トーマス ロバート・ヘイレス             | デンマーク · ミカエル・フェルク・クリステンセン · カスペール・イェルゲンセン · ダニエル・クロイツフェルト · イェンスエリック・マードセン | オランダ イスマエル・キプ ペーター・スヘプ ウィム・ストルティンハ アモ・ファンデンズウェト                                             |                                                                        |
| ポイントレース                          | クリス・ニュートン                                                                                   | エロイ・テルエル | イルヨ・カイセ |                                                                        |
| マディソン                              | ドイツ オラフ・ポラク ロゲル・クルーゲ                                                               | ベルギー ケニー・デケテル イルヨ・カイセ                                                                                                 | ロシア イヴァン・コヴァレフ セルゲイ・コレスニコフ                                                                                     |                                                                        |
| 1kmタイムトライアル                     | デヴィッド・ダニエル                                                                                 | イェフヘン・ボリブルク | カミル・クチィンスキー |                                                                        |
| スクラッチ                              | ウィム・ストルティンハ                                                                               | ティム・メルテンス | (ADP) マルティン・ブラハ |                                                                        |
| ケイリンイベント                        | マシュー・クランプトン                                                                               | (SKY) ロス・エドガー | アダム・プターチュニーク | 9位 渡邉一成 13位 稲垣裕之 13位 成田和也 15位 新田祐大 17位 中川誠一郎 |
| メルボルン…2008年11月20日 - 11月22日    | | | |                                                                        |
| ケイリン                                | アジズル・ハスニ・アワン                                                                             | アンドリー・ヴィノクロフ | (COF) フランソワ・ペルヴィス | 5位 渡邉一成                                                           |
| スプリント                              | シェーン・パーキンス                                                                                 | ミカエル・ダルメダ | (TOS) ジェイソン・ニブレット | 7位 渡邉一成                                                           |
| チームスプリント                        | チーム東芝(TOS) ダニエル・エリス ジェイソン・ニブレット スコット・サンダーランド                     | 日本 成田和也 新田祐大 渡邉一成 | ウクライナ · イェフヘン・ボリブルク · ユリー・ツユピク · アンドリー・ヴィノクロフ                                                      | 2位                                                                    |
| 個人追い抜き                            | (TOS) グレン・オシェイ                                                                               | アレクセイ・マルコフ | ヴィタリー・シュチェドフ |                                                                        |
| 団体追い抜き                            | オーストラリア ジャック・ボブリッジ ロハン・デニス ルーク・ダーブリッジ マーク・ジャミーソン         | スペイン ウナイ・エロリアガ ダビ・ムンタネル トニ・タウレル エロイ・テルエル                                                             | ウクライナ · ロマン・コロネンコ · セルギー・ラグクティ · リュボミール・ポラタイコ · ヴィタリー・シュチェドフ                           |                                                                        |
| ポイントレース                          | ジャック・ボブリッジ                                                                                 | セオ・ジュンヨン | エロイ・テルエル | 5位 盛一大                                                             |
| マディソン                              | スペイン ウナイ・エロリアガ ダビ・ムンタネル                                                         | オーストラリア キャメロン・マイヤー クリストファー・サットン                                                                             | ドイツ ヘニンク・ボムメル ファビアン・シャール                                                                                         |                                                                        |
| 1kmタイムトライアル                     | ミカエル・ダルメダ                                                                                   | (TOS) スコット・サンダーランド | 李文浩 |                                                                        |
| スクラッチ                              | 郭可庭                                                                                               | (TOS) レイ・ホワード | ジェイソン・クリスティ | 8位 盛一大                                                             |
| カリ…2008年12月11日 - 12月13日          | | | |                                                                        |
| ケイリン                                | レオナルド・ナルバレス                                                                               | (TOS) ジェイソン・ニブレット | バリー・フォルデ | 15位 石倉龍二                                                          |
| スプリント                              | (COF) ケヴィン・シロー                                                                               | シュテファン・ニムケ | (COF) ミカエル・ブルガン | 27位 石口慶多 31位 石倉龍二                                            |
| チームスプリント                        | ドイツ カルステン・ベルゲマン ローベルト・フォレステマン シュテファン・ニムケ                        | チーム東芝(TOS) ダニエル・エリス ジェイソン・ニブレット スコット・サンダーランド                                                         | コフィディス(COF) ディディエール・アンリエット ミカエル・ブルガン ケヴィン・シロー                                                     |                                                                        |
| 個人追い抜き                            | セルヒ・エスコバル                                                                                   | ヴァレリー・カイノフ | アルレス・アントニオ・カストロ |                                                                        |
| 団体追い抜き                            | ロシア アルトゥル・エルショフ ヴァレリー・カイノフ レオニド・クラスノフ ウラディミル・シュチェクノフ | スペイン セルヒ・エスコバル アシエル・マエストゥ アントニオ・ミゲル・パラ カルロス・トレント                                             | コロンビア · フアン・エステバン・アランゴ · アルレス・アントニオ・カストロ · アビバ・バネガス・エドウィン · アレクサンデル・ゴンサレス |                                                                        |
| ポイントレース                          | レオナルド・ドゥケ                                                                                   | ピーター・クナウフ | カルロス・トレント | 予選落 柴田一樹                                                        |
| マディソン                              | ベルギー インフマル・デポールテル ティム・メルテンス                                                 | コロンビア · フアン・アランゴ · カルロス・アルベルト・ウラン                                                                             | ロシア アルトゥル・エルショフ ヴァレリ・カイノフ                                                                                       |                                                                        |
| 1kmタイムトライアル                     | シュテファン・ニムケ                                                                                 | イェフヘン・ボリブルク | 李文浩 | 15位 我妻敏                                                            |
| スクラッチ                              | ザッカリー・ベル                                                                                     | ティム・メルテンス | カルロス・トレント | 18位 柴田一樹                                                          |
| 北京…2009年1月16日 - 1月18日            | | | |                                                                        |
| ケイリン                                | アジズル・ハスニ・アウァン                                                                           | グレゴリー・ボジェ | テーン・ムルダー | 8位 佐藤友和                                                           |
| スプリント                              | グレゴリー・ボジェ                                                                                   | 張磊 | シェーン・パーキンス | 11位 渡邉一成 35位 成田和也                                            |
| チームスプリント                        | コフィディス(COF) ミカエル・ブルガン ケヴィン・シロー フランソワ・ペルヴィス                         | フランス グレゴリー・ボジェ ミカエル・ダルメダ ティエリー・ジョレ                                                                        | ドイツ セバスティアン・ドエーラー マキシミリアン・レヴィ マティアス・ストゥムフ                                                        | 8位 成田和也 新田祐大 渡邉一成                                         |
| 個人追い抜き                            | ジェシー・サージェント                                                                               | ヴィタリー・シュチェドフ | デヴィッド・オローリン |                                                                        |
| 団体追い抜き                            | チーム東芝(TOS) レイ・ホワード グレン・オシェイ ロハン・デニス マーク・ジャミーソン                  | ニュージーランド サム・ビューリー ピーター・レイサム マーク・ライアン ジェシー・サージェント                                             | ロコモティフ(LOK) アルトゥール・エルショフ ヴァレリー・カイコフ レオニド・クラスノフ ウラディミル・シュチェクノフ                      |                                                                        |
| ポイントレース                          | クリス・ニュートン                                                                                   | ザッカリー・ベル | ラファウ・ラタイチィク | 6位 盛一大                                                             |
| マディソン                              | チーム東芝(TOS) レイ・ホワード グレン・オシェイ                                                      | イギリス ピーター・ケンナウフ ロバート・ヘイルズ                                                                                         | ドイツ ロゲル・クルーゲ ラルフ・マツカ                                                                                                 |                                                                        |
| 1kmタイムトライアル                     | リザル・ティシン                                                                                     | (COF) フランソワ・ペルヴィス | カミル・クチィンスキ | 10位 坂本貴史                                                          |
| スクラッチ                              | ヘイデン・ゴッドフリー                                                                               | クリス・ニュートン | ラファウ・ラタイチィク |                                                                        |
| コペンハーゲン…2009年2月13日 - 2月15日  | | | |                                                                        |
| ケイリン                                | (COF) ケヴィン・シロー                                                                               | オデイ・マスキアラン | アンドリー・ヴィノクロフ | 9位 坂本貴史                                                           |
| スプリント                              | (USC) グレゴリー・ボジェ                                                                             | (COF) ミカエル・ブルガン | (COF) ケヴィン・シロー | 21位 坂本貴史                                                          |
| チームスプリント                        | チーム・スカイ＋HD(SKY) ジェイソン・ケニー ジェミー・スタッフ クリス・ホイ                           | コフィディス(COF) ケヴィン・シロー フランソワ・ペルヴィス ミカエル・ブルガン                                                             | US・クレテル(USC) グレゴリー・ボジェ ティエリー・ジョレ ミカエル・ダルメダ                                                             |                                                                        |
| 個人追い抜き                            | テイラー・フィニー                                                                                   | デヴィッド・オローリン | アレクセイ・マルコフ |                                                                        |
| 団体追い抜き                            | イギリス スティーヴン・バーク クリス・ニュートン ピーター・ケンナウフ エド・クランシー               | スペイン ウナイ・エロリアガ エロイ・テルエル ダビ・ムンタネル セルヒ・エスコバル                                                         | デンマーク · ニキー・ビルゲセン · イェンセリック・マドセン · ダニエル・クロイツフェルト · ミカエル・ファルク・クリステンセン           |                                                                        |
| ポイントレース                          | ワン・カンポ                                                                                         | マルセル・バルトー | ミラン・カドレツ | 12位 盛一大                                                            |
| マディソン                              | ドイツ マルセル・バルトー ロベルト・バルトコ                                                         | イタリア エリア・ヴィヴィアーニ アンジェロ・チッコーネ                                                                                   | オランダ ペーター・スヘプ ピム・リフトハルト                                                                                           |                                                                        |
| 1kmタイムトライアル                     | テイラー・フィニー                                                                                   | (USC) ミカエル・ダルメダ | カンタン・ラファルグ | 16位 及川裕奨                                                          |
| スクラッチ                              | 盛一大                                                                                               | フランコ・マルヴリ | ダニエル・ホロウェイ | 1位 盛一大                                                             |

### 女子
| 種目                                    | 優勝                                                                                        | 2位                                                                             | 3位                                                                                 |                                         |
| マンチェスター…2008年10月31日 - 11月2日 | マンチェスター…2008年10月31日 - 11月2日                                                     | マンチェスター…2008年10月31日 - 11月2日                                         | マンチェスター…2008年10月31日 - 11月2日                                             | マンチェスター…2008年10月31日 - 11月2日 |
| --------------------------------------- | ------------------------------------------------------------------------------------------- | ------------------------------------------------------------------------------- | ----------------------------------------------------------------------------------- | --------------------------------------- |
| スプリント                              | (SKY) ヴィクトリア・ペンドルトン                                                            | 鄭璐璐                                                                          | リュボフ・シュリカ                                                                  |                                         |
| ポイントレース                          | (HPM) エリザベス・アーミステッド                                                            | ルーシー・マーティン                                                            | (HPM) ケイティ・コルクルフ                                                          |                                         |
| 個人追い抜き                            | ウェンディ・フーヴナゲル                                                                    | タラ・ホワイテン                                                                | (HPM) ジョアンナ・ローセル                                                          |                                         |
| チームスプリント                        | イギリス アンナ・ブライス ジェシカ・ヴァーニッシュ                                          | ドイツ クリスティン・ムヒェ ミリアム・ヴェルテ                                  | ロシア ヴィクトリア・バラノワ スヴェトラナ・グランコヴスカヤ                        |                                         |
| 500mタイムトライアル                    | (SKY) ヴィクトリア・ペンドルトン                                                            | 宮金傑                                                                          | ミリアム・ヴェルテ                                                                  |                                         |
| スクラッチ                              | (HPM) エリザベス・アーミステッド                                                            | タラ・ホワイテン                                                                | アレクサンドラ・グリーンフィールド                                                  |                                         |
| ケイリン                                | (SKY) ヴィクトリア・ペンドルトン                                                            | ディアナ・マリア・ガルシア                                                      | 宮金傑                                                                              |                                         |
| 団体追い抜き                            | チーム100%ミー(HPM) エリザベス・アーミステッド ケイティ・コルクルフ ジョアンナ・ローセル    | ドイツ シャルロッテ・ベッカー クリスティーナ・ベッカー リーザ・ブレンナウアー   | ウクライナ · スヴィトラナ・ガリュク · レスヤ・カリトフスカ · リュボフ・シュリカ     |                                         |
| メルボルン…2008年11月20日 - 11月22日    |                                                                                             |                                                                                 |                                                                                     |                                         |
| スプリント                              | リュボフ・シュリカ                                                                          | クリスティン・ムヒェ                                                            | ケリー・メアーズ                                                                    |                                         |
| ポイントレース                          | エフゲニヤ・ロマニュタ                                                                      | オラベリア・ドロンソロ                                                          | (TOS) ベリンダ・ゴス                                                                |                                         |
| 個人追い抜き                            | ジョアンナ・ローセル                                                                        | ジョセフィーヌ・トミック                                                        | ラダ・コズリコヴァ                                                                  |                                         |
| チームスプリント                        | オランダ イヴォンヌ・ヘイヘナール ウィリー・カニス                                          | オーストラリア ケリー・メアーズ エミリー・ローズモンド                          | 韓国 グ・ヒョン・ジン キム・ウォン・ゲオン                                          |                                         |
| 500mタイムトライアル                    | ウィリー・カニス                                                                            | 宮金傑                                                                          | (TOS) カールレ・マックローチ                                                        |                                         |
| スクラッチ                              | エリザベス・アーミステッド                                                                  | アンナリーザ・クチノッタ                                                        | エフゲニヤ・ロマニュタ                                                              |                                         |
| ケイリン                                | ウィリー・カニス                                                                            | エリーザ・フリゾーニ                                                            | クリスティン・ムヒェ                                                                |                                         |
| 団体追い抜き                            | イギリス エリザベス・アーミステッド ケイティ・コルクラフ ジョアンナ・ローセル               | オーストラリア アシュリー・アンクディノフ サラ・ケント ジョセフィーヌ・トミック | ウクライナ · スヴィトラナ・ガリュク · レスヤ・カリトフスカ · リュボフ・シュリカ     |                                         |
| カリ…2008年12月11日 - 12月13日          |                                                                                             |                                                                                 |                                                                                     |                                         |
| スプリント                              | シモーナ・クルペツカイテー                                                                  | クララ・サンシェズ                                                              | リサンドラ・ゲラ                                                                    |                                         |
| ポイントレース                          | ジョルジャ・ブロンツィーニ                                                                  | バルディビエソ・ゴンサレス                                                      | タラ・ウィッテン                                                                    |                                         |
| 個人追い抜き                            | ヴィリヤ・セライカイテー                                                                    | マリア・ルイサ・カリェ                                                          | タラ・ウィッテン                                                                    |                                         |
| チームスプリント                        | フランス サンディ・クレール クララ・サンシェズ                                              | ドイツ クリスティーナ・フォーゲル ミリアム・ヴェルテ                            | リトアニア · ギンタレ・ガイヴェニテ · シモーナ・クルペツカイテー                    |                                         |
| 500mタイムトライアル                    | シモーナ・クルペツカイテー                                                                  | リサンドラ・ゲラ                                                                | サンディ・クレール                                                                  |                                         |
| スクラッチ                              | アンナリーザ・クチノッタ                                                                    | ユマリ・ゴンサレス                                                              | ヘマ・パスクアル                                                                    |                                         |
| ケイリン                                | シモーナ・クルペツカイテー                                                                  | クララ・サンシェズ                                                              | リサンドラ・ゲラ                                                                    |                                         |
| 団体追い抜き                            | キューバ · ダリリア・ロドリゲス · マサゲ・ドミンゲス · ユマリ・ゴンサレス                   | コロンビア · エリサベト・アグデロ · アンドレア・ボテロ · マリア・ルイサ・カリェ | イタリア ジョルジャ・ブロンツィーニ アンナリーザ・クチノッタ マルタ・タリアフェッロ |                                         |
| 北京…2008年1月16日 - 1月18日            |                                                                                             |                                                                                 |                                                                                     |                                         |
| スプリント                              | シモーナ・クルペツカイテー                                                                  | リュボフ・シュリカ                                                              | ウィリー・カニス                                                                    |                                         |
| ポイントレース                          | ジャルミラ・マチャコヴァ                                                                    | ワン・クイ                                                                      | ジョルジャ・ブロンツィーニ                                                          |                                         |
| 個人追い抜き                            | アリソン・シャンクス                                                                        | ヴィリヤ・セライカイテー                                                        | スヴェトラナ・ガリュク                                                              |                                         |
| チームスプリント                        | オランダ イヴォンヌ・ハイヘナール ウィリー・カニス                                          | リトアニア · ギンタレー・ガイウェニテー · シモーナ・クルペツカイテー            | 中国 宮金傑 鄭璐璐                                                                  |                                         |
| 500mタイムトライアル                    | シモーナ・クルペツカイテー                                                                  | 宮金傑                                                                          | (MSP) シュー・ユーレイ                                                              |                                         |
| スクラッチ                              | エフゲニヤ・ロマニュタ                                                                      | ジョルジャ・ブロンツィーニ                                                      | ベリンダ・ゴス                                                                      |                                         |
| ケイリン                                | シモーナ・クルペツカイテー                                                                  | 郭爽                                                                            | ウィリー・カニス                                                                    |                                         |
| 団体追い抜き                            | ニュージーランド ケイティ・ボイド ローレン・エリス アリソン・シャンクス                     | 中国 チャン・ファン スン・フェイヤン ワン・クイ                                 | ロシア エフゲニヤ・ロマニュタ オルガ・スリュサレワ エレーナ・シャリク               |                                         |
| コペンハーゲン…2009年2月13日 - 2月15日  |                                                                                             |                                                                                 |                                                                                     |                                         |
| スプリント                              | (SKY) ヴィクトリア・ペンドルトン                                                            | クララ・サンシェズ                                                              | リュボフ・シュリカ                                                                  |                                         |
| ポイントレース                          | エレオノーラ・ファンダイク                                                                  | (HPM) ケイティ・コルクラフ                                                      | シェリー・オールズ                                                                  |                                         |
| 個人追い抜き                            | エレオノーラ・ファンダイク                                                                  | タラ・ホイッテン                                                                | ジョアンナ・ロウセル                                                                |                                         |
| チームスプリント                        | チーム東芝(TOS) カール・マックローチ アンナ・メアーズ                                       | ドイツ クリスティーナ・フォーゲル ミーリアム・ヴェルテ                          | 中国 郭爽 鄭璐璐                                                                    |                                         |
| 500mタイムトライアル                    | リサンドラ・ゲラ                                                                            | サンディ・クレール                                                              | ウィリー・カニス                                                                    |                                         |
| スクラッチ                              | (HPM) エリザベス・アーミステッド                                                            | フェラ・クドーダー                                                              | アンドレア・ヴォルファー                                                            |                                         |
| ケイリン                                | クララ・サンシェズ                                                                          | エリーザ・フリゾーニ                                                            | 郭爽                                                                                |                                         |
| 団体追い抜き                            | チーム・100% ミー(HPM) エリザベス・アーミステッド ケイティ・コルクラフ ジョアンナ・ロウセル | オランダ フェラ・クドーダー アミー・ピータース エレオノーラ・ファンダイク       | ドイツ クリスティーナ・ベッカー リーザ・ブレンナウアー フェレーナ・ヨース           |                                         |